# 玛拉菲人
玛拉菲人（古波斯语：Marafiya）是来自波斯的一个伊朗部落。这个部落是波斯的三大部落之一，其他的两个部落分别是马斯皮人和帕萨尔加德人（阿契美尼德王室就是从这个部落中诞生的）。

## 其他相关
- 古代伊朗民族列表

1. ↑  . Encyclopedia Britannica.   [2017-08-07]. （原始内容存档于2018-02-01） （英语）.